# Краснокрылый расписной малюр
Краснокрылый расписной малюр (лат. Malurus elegans) — оседлая воробьиная птица семейства малюровых, эндемик юго-западной части Западной Австралии. Демонстрируя высокий уровень полового диморфизма, самец имеет блестящий брачный наряд с переливающейся серебристо-голубой макушкой, перьями в ушной области и спину, рыжую верхнюю часть крыла, контрастирующие с чёрным горлом, серо-коричневым хвостом и нижней частью крыла и бледным туловищем. Самцы вне сезона размножения, самки и птенцы имеют преимущественно серо-коричневое оперение, хотя мужские особи могут иметь отдельные синие и чёрные перья. Отдельных подвидов не имеет. Сравнивая внешний вид и родство разноцветного расписного малюра и синегрудого расписного малюра, птица рассматривается в качестве отдельного вида, поскольку нет промежуточных форм на пересечении ареалов. Хотя краснокрылый расписной малюр является локально распространённой птицей, есть данные о снижении популяции.
Имея узкий заострённый клюв, приспособленный для исследования и ловли насекомых, краснокрылый расписной малюр является, в первую очередь, насекомоядной птицей; она питается и живёт в поросшей кустарником растительности умеренно влажных лесов с преобладанием эвкалипта разноцветного, оставаясь рядом с укрытием, чтобы скрыться от хищников. Как и другие расписные малюры, малюр гнездится вместе с малыми группами птиц, поддерживая и защищая малые территории круглый год. Группы состоят из социально моногамных пар с несколькими помощниками, которые принимают участие в воспитании птенцов. По сравнению с другими малюрами у краснокрылого расписного малюра более высокая доля самок в числе помощников. Для общения и ухаживания птица использует разнообразные звуки, сигналы и показательные приёмы. Пение используется для привлечения птиц на свою территорию, а краснокрылого расписного малюра можно отличить от других особей по одиночному пению. Во время брачных танцев самец срывает жёлтые лепестки и демонстрирует их самке.

## Таксономия
Птица формально была описана орнитологом Джоном Гульдом в 1837 году, видовое название которой происходит от лат. elegans, означающий «изящный». Он предполагал, что птица обитает на восточном побережье Австралии, однако после дальнейшего сбора чучел Джоном Гилбертом на юго-западе материка показал, что Гульд ошибся. В 1916 году орнитолог-любитель Грегори Мэтьюс на основе тёмного оперения самки из южных эвкалиптовых лесов поместил птицу в качестве подвида. Однако, впоследствии орнитологи пришли к выводу, что птица не образует отдельных подвидов, хотя, на самом деле, между внутривидовыми популяциями и особями существует небольшая разница в размерах и окраске.
Птица является одним из 12 широко известных видов рода расписные малюры, обитающая в Австралии и низменностях Новой Гвинеи. В рамках рода к нему примыкает группа из четырёх очень похожих видов, известная как каштановые малюры. К этой группе относятся: изящный расписной малюр с мыса Кейп-Йорк, разноцветный расписной малюр, встречающийся на большей части континента, и синегрудый расписной малюр из юго-западной Австралии и полуострова Эйр. Молекулярные исследования показали, что близким родственником краснокрылого расписного малюра является синегрудый расписной малюр.
Как и другие прекрасные малюры, птица не является родственником настоящих крапивников. Изначально прекрасные малюры считались представителями мухоловковых, затем славковых, а в 1975 году они были помещены в семейство малюровых. Недавний анализ ДНК показал, что малюровые являются близкими родственниками медососовых и радужных птиц в большом надсемействе Meliphagoidea.

### Происхождение
В своей монографии 1982 года орнитолог Ричард Шодд предложил, что каштановые малюры имеют северное происхождение, поскольку на севере наблюдалось разнообразие видов, в то время, как в юго-восточной части континента подобной ситуации не наблюдалось. В течение тёплого и влажного периода около 2 миллионов лет назад в конце плиоцена и начале плейстоцена предки птиц начали распространяться на юг и колонизировать юго-запад. Последующие изменения климата привели к потери мест обитания и разделению популяций. Юго-западные птицы стали прародителями краснокрылого расписного малюра, а северо-западные — разноцветного расписного малюра. Дальнейшие изменения климата снова позволили птицам распространяться на юг. Группа, занявшая центральные регионы Южной Австралии к востоку от полуострова Эйр, стала прародителем синегрудого расписного малюра. В результате дальнейшего похолодание климата отделившиеся группы оказались изолированными друг от друга, образовав, таким образом, самостоятельные виды. После окончания последнего ледникового периода 12000—13000 лет назад на юг начали распространяться северные формы синегрудого расписного малюра. Это привело к пересечению ареалов всех трёх видов. Дальнейшие молекулярные исследования могут привести к изменению этой гипотезы.

## Описание

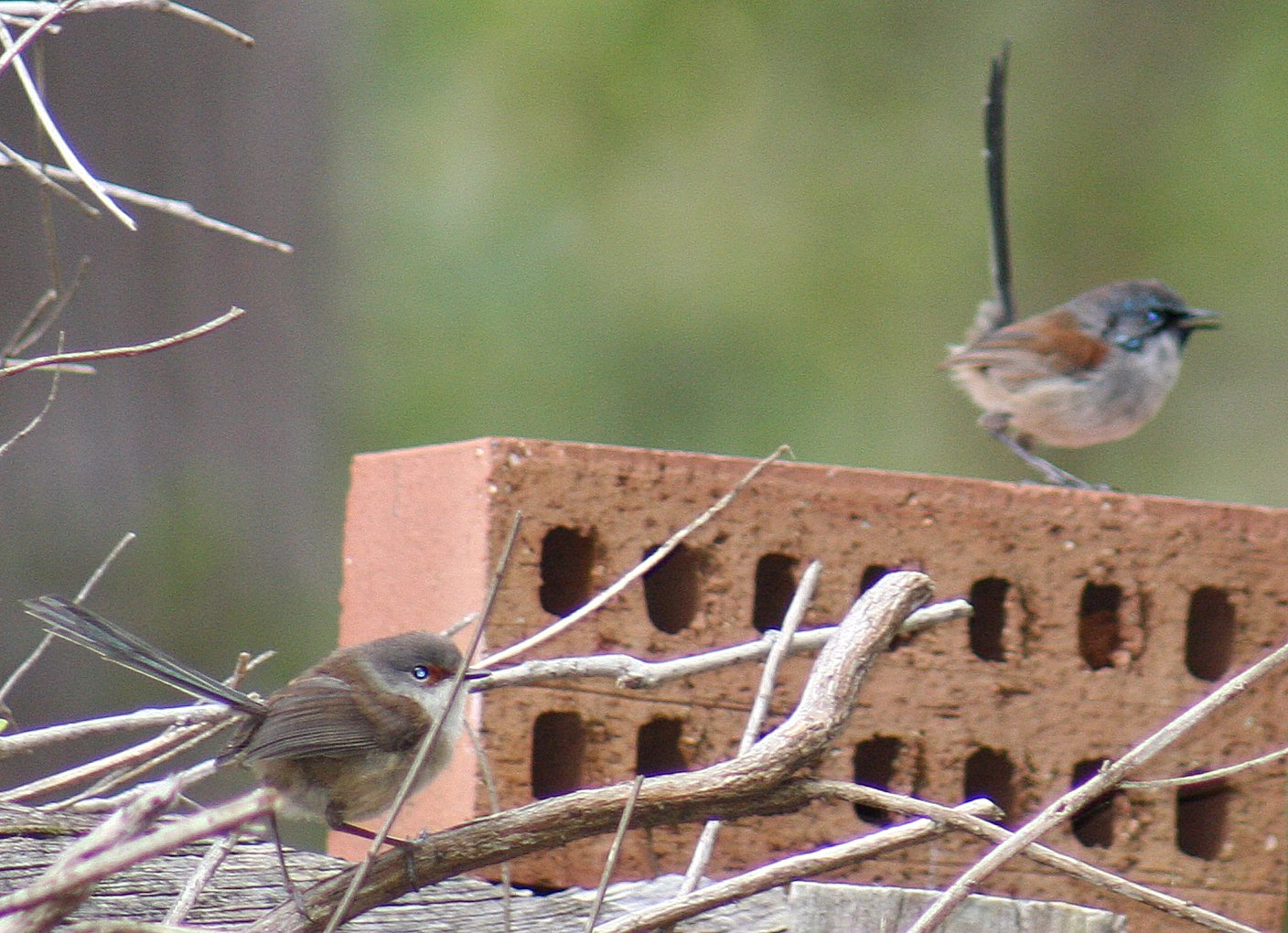
Самка (слева) и самец

Краснокрылый расписной малюр 15 см в длину и весит 8—11 грамм, являясь крупнейшим представителем среди расписных малюров. Средняя длина хвоста составляет 7,5 см, одна из самых больших в рамках рода. Широкий у основания и заострённый на конце, клюв имеет длину 10 мм у самцов и 9,3 мм у самок. Широкий, но крепкий клюв по форме схож у тех птиц, которые ищут или собирают насекомых с их родной среды.
Как и у других расписных малюров, у птицы заметный половой диморфизм: самцы имеют весьма заметный брачный переливающийся сине-каштановый наряд, контрастирующий с чёрно-серо-коричневой нижней частью. Яркая макушка, перья в околоушной области и верхняя часть спины весьма заметны во время брачных игр. Самец в брачном наряде имеет серебристо-синюю макушку, ушные покрывающие перья и верхнюю часть спины, чёрное горло и затылок, яркие красно-коричневые заплечики, длинные серо-коричневые хвост и крылья, и серовато-белое брюхо. Самцы вне сезона размножения, самки и птенцы имеют преимущественно серо-коричневое оперение, хотя у самцов могут прослеживаться синие или чёрные перья. Все самцы имеют чёрные клюв и уздечку (область вокруг глаз или голую кожу между глазами и клювом), а самки — чёрный клюв, рыжую уздечку и бледно-серую область вокруг глаз. У молодых самцов чёрная уздечка развивается на шестой недели с момента рождения, а неполное брачное оперение перед первым периодом размножения. Это пёстрое или пятнистое оперение представляет собой сочетание синих или серых перьев на голове и чёрно-серых на груди. Особи, родившиеся в начале сезона размножения, имеют более зрелый брачный наряд чем появившиеся в его конце. Наиболее совершенным брачное оперение становится ко второй весне, хотя некоторым особям до полного идеала требуется ещё один год. В одной группе одновременно наблюдалось несколько самцов в брачном наряде. Неизвестно, связано ли подобное поведение с борьбой за доминирование или статус внутри группы.
Осенью оба пола линяют после размножения; самцы принимают тусклое внебрачное оперение. В брачном наряде они снова линяют зимой или весной. Грудные перья меняются в обеих линьках, в то время как маховые и хвостовые только весной. Однако маховые и хвостовые перья в случае повреждения или износа могут быть заменены в любое время. Синее оперение у размножающихся самцов, в частности покрывающие ушные перья, сильно переливается из-за плоских и закрученных крючков на бородках птичьего пера. Голубое оперение также сильно отражает ультрафиолетовое излучение, поэтому птица является более заметной среди других расписных малюров, у которых цветовое зрение находится в этой части спектра.

### Вокализация
Вокализация между малюрами используется в основном для общения в социальной группе, привлечения потенциального партнёра или защиты территории. Они способны отличить других особей по песне, которая является неотъемлемой частью опознания своих и чужих членов в группе. Основная песня состоит из 1—4 секундных высоких колебаний, состоящие из 10—20 коротких нот; она поётся как самцами, так и самками, особенно тогда, когда существуют спорные границы территорий. Наиболее часто птицы поют перед или после рассвета. Кормящиеся птицы поддерживают контакты друг с другом с помощью нежных затухающих звуков, напоминающие «си-си-си», в то время как громкое и резкое «тцит» является сигналом тревоги.

### Продолжительность жизни
Для таких мелких птиц, как расписные малюры, продолжительность жизни от сезона к сезону довольно высокая, а краснокрылый расписной малюр имеет самые высокие показатели — 78 % размножающихся самцов и 77 % самок. Птица живёт в среднем около 10 лет, а старейшей из ныне известных особей было 16 лет.

## Распространение и среда обитания

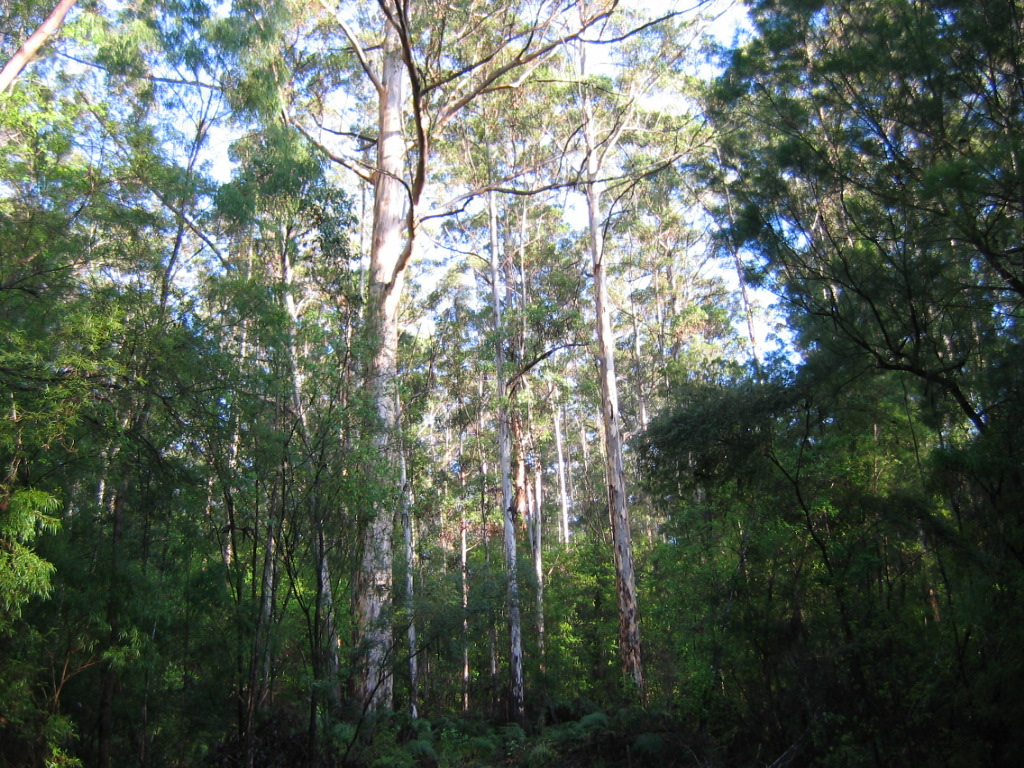
Эвкалиптовый лес близ Пембертона — излюбленная среда обитания птицы

Краснокрылый расписной малюр встречается во влажной, юго-западной оконечности Западной Австралии: от реки Мур к северу от южного Перта до региона Маргарет Ривер и Албани. Птица распространена во многих частях своего ареала, хотя из-за осушения болот существуют свидетельства об уменьшении популяции. Птица обитает в подлесках эвкалипта разноцветного и эвкалипта окаймляющего. Старые леса являются менее благоприятными местами обитания, поскольку птиц привлекают территории после рубки леса. Пожар также является результатом сокращения популяции, который появляется после двух лет. Лесные насаждения сосны и эвкалиптов, как правило, непригодны, поскольку в них отсутствуют подлески.
В пределах лесной среды обитания птица предпочитает увлажнённые овраги и прибрежные полосы Lepidosperma effusum. На севере ареал птицы граничит с разноцветным расписным малюром, а на востоке — с синегрудым расписным малюром, при этом два последних вида обитают в засушливых кустарниках, а краснокрылый расписной малюр — во влажных лесах. Отсутствие промежуточных форм усиливает положение всех трёх видов таксонов в качестве отдельных видов.
Наиболее важными территориями сохранения для краснокрылого расписного малюра, согласно являются BirdLife International: Аралуэн-Вунгвонг, Джалбаррагуп, Мундаринг-Каламунда, Северный Дандалуп, Стирлинг Рейндж и Ту Пиплз Бэй энд Маунт Мэнипикс.

## Поведение
Типичной формой передвижения является одновременные приземление и посадка двумя ногами, хотя птицы могут бежать при появлении грызунов. Балансированию птицы помогает относительно длинный хвост, который обычно находится в вертикальном положении и реже в обычном. Короткие, закругленные крылья обеспечивают хороший изначальный подъём и используются для коротких полётов, но не для долгих путешествий.
Краснокрылый расписной малюр ведёт совместное сотрудничество с парами или небольшими группами птиц, охраняя и защищая территории круглый год. При оптимальной среде обитания размеры территории в среднем составляют около 0,4 — 2,4 га, однако в менее предпочтительных местах они меньше и ограничены густыми подлесками у побережья. Защищаемая территория достаточно большая, чтобы поддерживать группу в голодные годы или вмещать новых членов после благоприятного сезона размножения. Количество членов в группе варьируется от двух до девяти членов, являясь самым большим среди изученных прекрасных малюров. Такое большое количество объясняется за счёт очень высокого уровня выживаемости и заполняемости подходящей территории. Хотя птица имеет низкие репродуктивные показатели, у молодых особей по-прежнему есть возможности для размножения. Пары социально моногамные, их совместная жизнь заканчивается по большей части из-за смерти одного из партнёров. Выжившая особь в этом случае выбирает нового партнёра, в основном это птица-спутник из группы. Хотя половое поведение непосредственно не исследовалось, птицы, вероятно, ведут беспорядочную половую жизнь, спариваясь с каждым попавшимся партнёром. Самки-помощники более распространены среди краснокрылых расписных малюров, чем среди таких достаточно изученных видов, как прекрасный расписной малюр. Более половины помощников в группе являются самки, которые кормят птенцов и понижают нагрузку у размножающейся особи. Помощники улучшают репродукцию вида за счёт успешного увеличения числа молодых особей в год от 1,3 до 2. Существуют доказательства того, что группы с самцами-помощниками могут расширять границы с последующим зарождением новой территории.
Основными гнездовыми паразитами являются: ворона-свистун, флейтовые птицы, смеющаяся кукабара, вороны-флейтисты, вороны, сорокопутовые мухоловки, а также интродуцированные млекопитающие, такие как лисица, кошка и чёрная крыса. Как и другие расписные малюры, птица для защиты потомства от хищников использует следующий отвлекающий манёвр: голова, шея и хвост опущены, приподнимаются крылья, раздуваются перья, и особь начинает быстро бежать, издавая непрерывный сигнал тревоги.
В некоторых ситуациях птица применяет тактику «дрожащих крыльев»: самками в ответ на ухаживания самца, кормящимися птенцами, помощниками и юными самцами при обращении ко старшим. Расписные малюры опускают голову и хвост, вытягиваются и трясут крыльями и держат молча открытым клюв.

### Питание
Как и все расписные малюры, птица является активным и постоянным кормильцем, добывая корм в орляке и кустарниках, а также в лесной подстилке на земле около своего укрытия. Птица иногда поднимается на деревья высотой до 5 м, особенно в конце лета и осенью, поскольку отслоившаяся кора эвкалипта богата членистоногими. Тем не менее, птицам угрожают хищники и набеги на гнёзда. Птицы питаются разнообразными мелкими животными, преимущественно насекомыми, а также муравьями, жуками, пауками, клопами и гусеницами. Весной и летом птицы активны на рассвете в течение дня, добывание корма сопровождается песней. Насекомые многочисленны, и их легко поймать, что позволяет птицам отдыхать между набегами. Во время дневного зноя группа часто находится в укрытиях и отдыхает. Во время зимы добыть корм является затруднительной задачей, поэтому они весь день непрерывно занимаются поиском пищи. В этот период времени основным источником пищи являются муравьи, которые составляют значительную долю в рационе птицы.

### Ухаживание и размножение
Как и другие расписные малюры, самцы во время брачных игр приносят самкам яркие лепестки. Эти лепестки, в основном, жёлтого, реже белого цвета. Самцы показывают и дарят лепестки самкам на своей собственной или чужой территории. Демонстрация «пушка на голове» обычно рассматривается как часть агрессивного или сексуального поведения, заключающегося в приливе крови к синим покрывающим перьям на голове. Наиболее заметными в брачных играх также являются серебристо-синие перья спины, чем другими видами.
Брачный период короткий, чем у других прекрасных малюров, и длится с октября (редко сентября) по декабрь. Построенное исключительно самкой, гнездо, как правило, находится в густой растительности около 20 см над землей. Гнездо представляет собой круглое или куполообразное сооружение из свободно сплетённых трав и паутины с входом в одну сторону. Внутри гнезда стелются тонкие травы и материал из Clematis pubescens и Banksia grandis. За сезон может быть один, реже два выводка, при чём второй через 51 день после первого. Кладка состоит из двух или трёх матовых кремовых или белых яиц размером 12×16 мм с красновато-коричневыми пятнами и крапинками. Самка высиживает яйца около часа времени, затем её зовёт самец, и она улетает на 15-30 минут, чтобы поесть, после чего возвращается в гнездо. Её длинный хвост часто выводится из тесного гнездового пространства и используется в качестве индикатора вместимости. Инкубация занимает 14-15 дней, на день меньше среди поздних выводков, которая в 94 % случаев оказывается успешной. Новорождённые птенцы лысые, красные и слепые. В течение дня их кожа становится сине-серого цвета, поскольку начинает развиваться их перьевой покров. На третий день птенцы покрываются пухом, на шестой — у них полностью открываются глаза. В течение 11-12 дней птенцы оперяются, получают корм от родителей, а также удаляются фекальные мешочки из гнезда. Хотя птенцы к этому времени полностью покрыты перьями, они плохо летают, поскольку у них ещё неокрепшие хвосты и крылья. Их крылья становятся полностью развитыми только через 10 дней после оперения. Птенцы, как правило, прячут свои крылья в гнезде. Родители и птицы-помощники будут кормить птенцов в течение одного месяца после оперения. Молодые птицы до перехода в другую стаю часто остаются в семейной группе в качестве помощников. Птицы достигают половой зрелости в возрасте одного года, однако самки до трёх лет, как правило, не размножаются, поскольку мало возможностей. Краснокрылые расписные малюры редко выступают в роли приёмных родителей, однако они подвергаются гнездовому паразитизму со стороны краснохвостой бронзовой кукушки и веерохвостой щетинистой кукушки.